# Anasterias antarctica
Anasterias antarctica är en sjöstjärneart som först beskrevs av Christian Frederik Lütken 1857.  Anasterias antarctica ingår i släktet Anasterias och familjen trollsjöstjärnor. Inga underarter finns listade i Catalogue of Life.